# Insa (Vorname)
Insa ist ein weiblicher Vorname.

## Herkunft und Bedeutung
Insa ist eine friesische Verkleinerungsform von Namen, die auf Ing- beginnen (z. B. Ingrid oder Ingeborg).

## Namensträgerinnen
- Insa Bauer (* 1948), deutsche Kinderbuchautorin
- Insa Fooken (* 1947), deutsche Hochschullehrerin, Professor für Interdisziplinäre Alternswissenschaft
- Insa Müller (* 1977), deutsche Journalistin, Fernsehmoderatorin und Synchronsprecherin
- Insa Peters-Rehwinkel (geb. Peters; * 1968), deutsche Politikerin (SPD)
- Insa Sparrer (* 1955), deutsche Psychologin und Psychotherapeutin
- Insa Magdalena Steinhaus (* 1979), deutsche Fernsehschauspielerin
- Insa Theesfeld (* 1974), deutsche Agrarökonomin
- Insa Thiele-Eich (* 1983), deutsche Meteorologin und Astronautenkandidatin
- Insa Wilke (* 1978), deutsche Germanistin, Literaturkritikerin, Moderatorin und Schriftstellerin